# Banca Națională a Moldovei
Banca Națională a Moldovei (BNM) este banca centrală a Republicii Moldova. Guvernatorul BNM este Anca Dragu, numită în funcție la 22 decembrie 2023.
BNM este o persoană juridică publică autonomă responsabilă față de Parlamentul Republicii Moldova. Obiectivul fundamental al Băncii Naționale a Moldovei este asigurarea și menținerea stabilității prețurilor.

## Istoric

### Talmaci ca guvernator (1991–2009)
BNM are un rol important în procesul de tranziție la economia de piață a Republicii Moldova. Din 1991 și până în prezent au fost elaborate și implementate un șir de măsuri eficiente în vederea stabilizării mediului monetar și de credit. Cel mai important pas în acest sens a constituit introducerea în circulație la 29 noiembrie 1993 a monedei naționale - leul moldovenesc - cu promovarea ulterioară a unei politici monetare și de credit antiinflaționiste. Astfel s-a reușit stoparea inflației galopante de la începutul anilor 90. Pâna la introducerea monedei naționale, pe teritoriul Republicii Moldova au circulat rublele sovietice și cupoanele moldovenești.
BNM are dreptul exclusiv de a emite pe teritoriul Republicii Moldova și de a retrage din circulație bancnote și monede ca mijloc de plata. De asemenea, Banca Națională are dreptul exclusiv de a emite pe teritoriul Republicii Moldova bancnote și monede comemorative ca mijloc de plată și în scop numismatic. Prima emisiune numismatică a avut loc în 1996, odată cu punerea în circulație a monedei comemorative dedicate aniversării a 5-ea de la proclamarea independentei Republicii Moldova.
În anul 1995, Parlamentul Republicii Moldova a adoptat Legea cu privire la BNM și Legea instituțiilor financiare. Conform primei legi, BNM este independentă în exercitarea atribuțiilor sale, fiind responsabilă față de Parlament. Cea de-a doua lege a avut drept scop crearea unui sector financiar puternic și competitiv, neadmiterea riscului excesiv în acest sistem și protejarea intereselor deponenților.
Începând cu anul 1998, Banca Națională a renunțat la practica stabilirii cursului oficial de schimb al monedei naționale față de dolarul SUA la Bursa valutară și a procedat la determinarea acestuia ca medie aritmetică simplă a mediilor ponderate ale cursurilor de cumpărare și vânzare a dolarului SUA contra lei moldovenești pe piața inter- și intrabancară. Acest fapt a permis descentralizarea pieței valutare interne în corespundere cu practicile țărilor dezvoltate.
Ca urmare a lichidării riscurilor excesive în bănci și creării condițiilor necesare pentru menținerea stabilității financiare a acestora, în iulie 2004, a fost înființat sistemul de garantare a depozitelor, prin lansarea activității Fondului de garantare a depozitelor în sistemul bancar. Statutul legal al acestui fond îi asigură independență juridică, operațională, financiară și administrativă. La sistemul de garantare a depozitelor participă în mod obligatoriu toate băncile licențiate de BNM. Mijloacele destinate pentru garantarea depozitelor se acumulează din contribuțiile băncilor.
De asemenea, în contextul alinierii la standardele internaționale, în anul 2006, BNM a implementat un nou sistem automatizat de plăți interbancare (SAPI). Acesta este compus din sistemul de decontare pe bază brută în timp real destinat procesării plăților urgente și de mare valoare și sistemul de compensare cu decontare pe bază netă destinat procesării plăților de mică valoare. Astfel, a fost realizată o infrastructură modernă de plăți, care a creat premise importante pentru prestarea serviciilor de plată de o înaltă calitate și facilitarea efectuării plăților fără numerar.

### Drăguțanu ca guvernator (2009–2016)
În anul 2012 a fost adoptată Legea cu privire la serviciile de plată și moneda electronică nr. 114 din 18.05.2012, în scopul stabilirii unui cadru legal uniform pentru promovarea activității eficiente și competitive pe piața de prestare a serviciilor de plată, de emitere și de răscumpărare a monedei electronice și pentru protejarea drepturilor și intereselor legitime ale utilizatorilor serviciilor de plată și ale deținătorilor de monedă electronică. Intrarea în vigoare a acestei legi, ale cărei prevederi au fost transpuse din cadrul normativ UE, a creat premise pentru apariția unor noi jucători pe piața serviciilor de plată electronice, și anume a prestatorilor de servicii de plată nebancari, fapt ce a impulsionat dezvoltarea și diversificarea metodelor de plată fără numerar.
În vederea valorificării oportunităților și inițiativelor de promovare a noilor instrumente de plată fără numerar, BNM a înființat, în anul 2013, Consiliul Național de Plăți (CNP), un forum profesionist de consultare la nivel înalt între diverse instituții publice și private, pentru susținerea funcționării sigure și stabile a sistemului de plăți din Republica Moldova. CNP va facilita alinierea serviciilor de plată la cererea pieței și la cele mai înalte standarde internaționale și va contribui la încurajarea concurenței pe piața plăților fără numerar, astfel încât agenții economici și populația să beneficieze de servicii de plată calitative la prețuri avantajoase.
De asemenea, pentru eficientizarea transferurilor de fonduri, în sectorul bancar din Republica Moldova, în perioada anilor 2013-2017, a fost implementat codul IBAN (International Bank Account Number) atât pentru transferurile internaționale, cât și pentru cele naționale, cu scopul de a minimiza erorile, timpul de procesare a datelor și de a reduce costurile serviciilor de transfer.
Din anul 2013, Banca Națională a trecut la regimul țintirii directe a inflației.
În conformitate cu Strategia politicii monetare pe termen mediu (aprobată prin Hotărârea Consiliului de administrație al Băncii Naționale a Moldovei nr. 303 din 27 decembrie 2012), BNM a stabilit ținta inflației calculată în baza indicelui prețurilor de consum în valoare de 5,0% anual cu o posibilă deviere de ±1,5 puncte procentuale. Totodată, în concordanță cu ținta inflației, BNM a optat pentru regimul de flotare gestionată a cursului de schimb, fără a avea o țintă prestabilită.

### Cioclea ca guvernator (2016–2018)

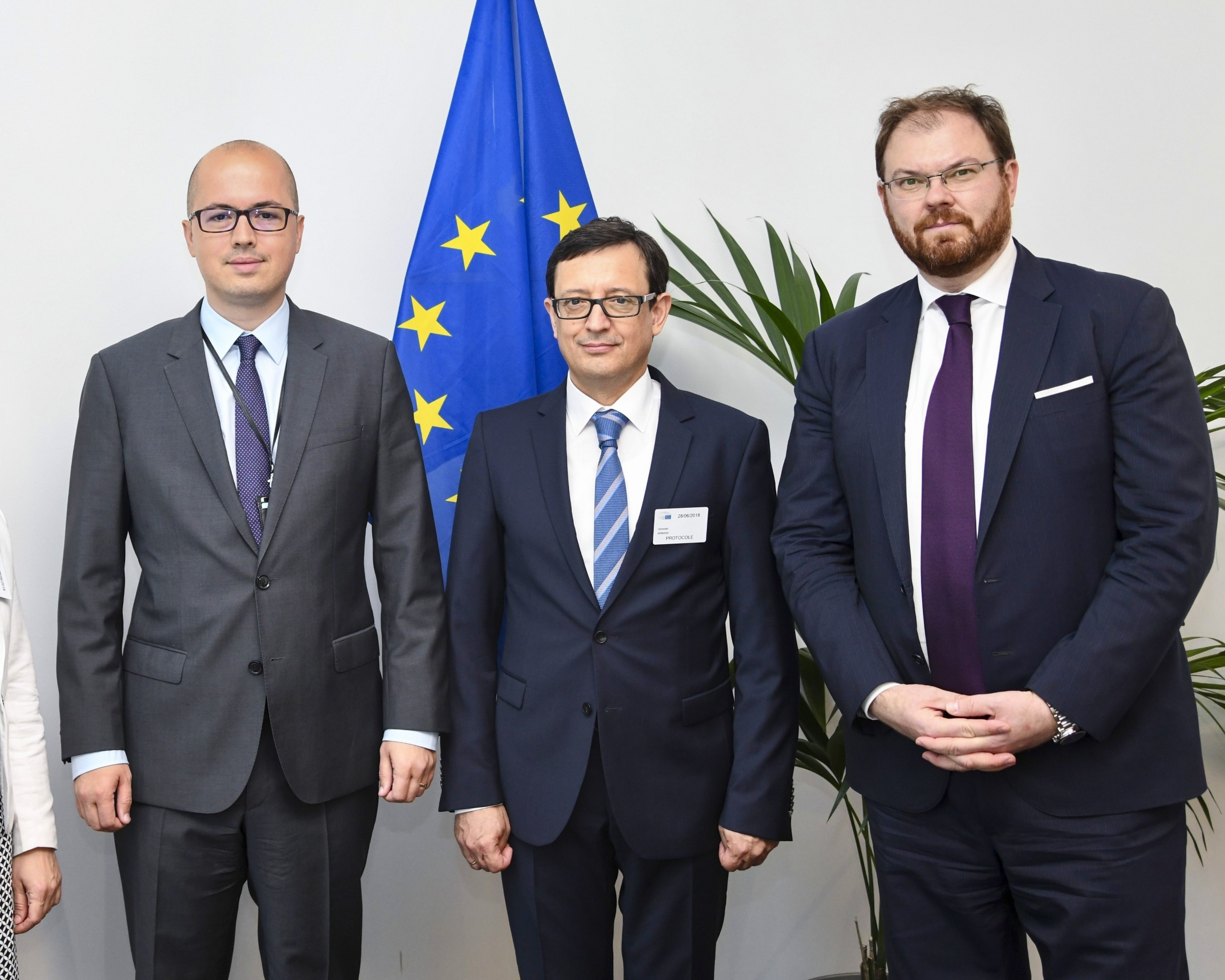
Cioclea (dreapta) în timpul unei întâlniri cu ministrul finanțelor Armașu (centru) și Andi Cristea, iunie 2018

În scopul întăririi capacităților Băncii Naționale a Moldovei de a interveni în situații de criză, prin intermediul Legii nr.232 din 3.10.2016 privind redresarea și rezoluția băncilor, Republica Moldova a transpus Directiva 2014/59/UE privind redresarea și rezoluția instituțiilor de credit și a firmelor de investiții, aceasta fiind și un angajament asumat de țara noastră în contextul Acordului de Asociere cu Uniunea Europeană. Astfel, odată cu implementarea acestei legi, BNM, în calitate de autoritate de rezoluție, dispune de pârghii legale pentru a preveni insolvența sau, în cazul în care aceasta se produce, pentru a reduce la minim consecințele negative prin menținerea funcțiilor de importanță sistemică ale instituției aflate în această situație.
În temeiul Legii nr. 202/2017 privind activitatea băncilor, precum și în contextul alinierii la standardele Basel III, în august 2018, BNM a implementat primul set de instrumente macroprudențiale – amortizoarele de capital. Acestea au ca scop creșterea rezilienței băncilor împotriva potențialelor pierderi rezultate din materializarea anumitor riscuri sistemice. BNM revizuiește periodic ratele amortizoarelor de capital stabilite și, la necesitate, le ajustează.

### Armașu ca guvernator (2018–2023)
Pe 29 noiembrie 2018, Armașu a fost numit în funcția de guvernator al BNM pentru un mandat de șase ani, la propunerea Partidului Democrat din Moldova (PDM), și a preluat oficial mandatul a doua zi. La preluarea mandatului, el a declarat că mandatul său s-ar caracteriza prin „continuitate”, lăudând reformele făcute de predecesorul său, Sergiu Cioclea. Pe 11 ianuarie 2019, BNM a ordonat unor blocuri mari de acționari din două bănci comerciale din țară să-și vândă acțiunile și le-a suspendat o parte din drepturi, într-un efort de a „curăța” sectorul bancar.
În martie 2021, Armașu s-a opus propunerii președintelui Igor Dodon de a utiliza rezervele valutare ale țării în contextul pandemiei COVID-19, descriind-o ca fiind contrară legii. Pe 11 iunie 2021, Armașu și Mugur Isărescu, guvernatorul Băncii Naționale a României, au reînnoit acordul de cooperare între cele două bănci centrale, extinzând colaborarea în materie de consolidare a capacităților instituționale, supraveghere și gestionare a situațiilor de criză, în domeniul activității prestatorilor de servicii de plată și al emitenților de monedă electronică, precum și al infrastructurii piețelor financiare.
În ianuarie 2022, FMI a declarat că măsurile luate de autorități între 2016 și 2020 în cadrul acordurilor ECF/EFF au „sprijinit reabilitarea sectorului bancar și au restabilit stabilitatea macrofinanciară” în urma scandalului fraudei bancare din 2014. Mandatul său a fost caracterizat în mare măsură de efectele economice ale pandemiei de COVID-19 în 2020, precum și ale invaziei rusești în Ucraina în februarie 2022. Pe 5 decembrie, Armașu a anunțat începutul relaxării politicii monetare, deoarece inflația a fost considerată ținută sub control ca urmare a înăspririi anterioare a politicii monetare. Astfel, rata de bază a fost redusă treptat de la 21,5% la 6% până în iunie 2023. Pe 15 noiembrie 2023, Armașu a anunțat că, datorită eforturilor BNM, inflația a revenit în coridorul de variație între 3,5 și 6,5%, declarând: „Factorii pro-inflaționiști vor fi mai slabi în orizontul previzibil al evenimentelor, iar sarcina noastră, deocamdată, este să urmăm o politică monetară care să stimuleze cererea agregată”. În plus, rata anuală pentru 2024 a fost redusă de la 5,1% la 4,5%.
Pe 21 decembrie 2023, Parlamentul Republicii Moldova a votat cu 81 din cele 101 de voturi în favoarea demiterii lui Armașu. Membrii Partidului Socialist s-au alăturat partidului pro-european Acțiune și Solidaritate al președintei Maia Sandu pentru a asigura un vot de două treimi. Într-un raport din iunie 2024, Comisia Europeană a calificat demiterea lui Armașu drept bruscă și neașteptată, afirmând că „procedura prin care fostul guvernator a fost demis este un motiv de îngrijorare și poate reprezenta un risc pentru independența băncii centrale”. Decizia a fost criticată și de Fondul Monetar Internațional.

### Dragu ca guvernator (2023–prezent)
Armașu a fost succedat de Anca Dragu, politician român.

## Obiectivul fundamental
Obiectivul fundamental al BNM este asigurarea și menținerea stabilității prețurilor. Fără prejudicierea obiectivului său fundamental, BNM promovează și menține un sistem financiar bazat pe principiile pieței și sprijină politica economică generală a statului.

## Atribuții
Atribuții de bază ale Băncii Naționale a Moldovei:
1. stabilește și implementează politica monetară și valutară în stat;
2. acționează ca bancher și agent al statului și al organelor acestuia[32]. BNM, pe bază de acord cu Ministerul Finanțelor, acționează ca agent al statului pentru valorile mobiliare de stat emise în formă de înscriere în cont[33];
3. întocmește analize economice și monetare și în baza lor adresează Guvernului propuneri, aduce rezultatele analizelor la cunoștința publicului;
4. licențiază, supraveghează și reglementează activitatea băncilor din Republica Moldova și a sucursalelor băncilor din alte state;
5. acordă credite băncilor, inclusiv asistență de lichiditate în situații de urgență;
6. constituie, licențiază, operează, reglementează și supraveghează infrastructurile pieței financiare, în condițiile stabilite de lege, și promovează funcționarea stabilă și eficientă a acestora. În particular, BNM supraveghează sistemele de plăți și decontări, instrumentele de plată și alte componente ale sistemului de plăți din Republica Moldova[34]. De asemenea, BNM instituie, reglementează și supraveghează activitatea Depozitarului central unic al valorilor mobiliare, în conformitate cu Legea nr. 234/2016 cu privire la Depozitarul central unic al valorilor mobiliare;
7. activează ca organ unic de emisiune a monedei naționale;
8. stabilește regimul cursului de schimb al monedei naționale;
9. păstrează și gestionează rezervele valutare ale statului;
10. în numele Republicii Moldova își asumă obligații și execută tranzacțiile rezultate din participarea Republicii Moldova la activitatea instituțiilor publice internaționale în domeniul bancar, de credit și monetar în conformitate cu condițiile acordurilor internaționale;
11. întocmește balanța de plăți, poziția investițională internațională și elaborează statistica datoriei externe a Republicii Moldova;
12. efectuează reglementarea valutară pe teritoriul Republicii Moldova;
13. licențiază, reglementează și supraveghează activitatea de prestare a serviciilor de plată și activitatea de emitere a monedei electronice;
14. acționează ca autoritate de rezoluție a băncilor în conformitate cu Legea nr. 232/2016 privind redresarea și rezoluția băncilor.

Alte atribuții ale Băncii Naționale a Moldovei:
1. colectează informațiile statistice primare, necesare realizării obiectivelor și îndeplinirii atribuțiilor sale[35];
2. reprezentantul Băncii Naționale a Moldovei este membru al Consiliului Național pentru Statistică al Republicii Moldova[36];
3. stabilește cursul oficial al leului moldovenesc față de valutele străine[37][38];
4. eliberează autorizații pentru efectuarea anumitor operațiuni valutare[39];
5. licențiază, supraveghează și reglementează activitatea unităților de schimb valutar[40];
6. în calitate de organ al controlului valutar, efectuează, în limitele competenței sale, controlul asupra respectării legislației valutare[41];
7. desemnează, conform competențelor legale, sistemele care intră sub incidența Legii nr. 183/2016 cu privire la caracterul definitiv al decontării în sistemele de plăți și de decontare a instrumentelor financiare[42];
8. după caz, exercită supravegherea suplimentară a entităților care constituie un conglomerat financiar.[43] BNM, în cazul în care este autoritate competentă responsabilă cu supravegherea pe bază consolidată, supraveghează activitățile societăților financiare holding și ale societăților financiare holding mixte, pentru prevederile aplicabile acestora, în scopul evaluării conformării la cerințele prudențiale prevăzute de Legea nr. 202/2017 privind activitatea băncilor și de actele normative emise în aplicarea acesteia[44];
9. asigură reglementarea și controlul modului de executare a Legii nr. 308/2017 cu privire la prevenirea și combaterea spălării banilor și finanțării terorismului de către bănci, unități de schimb valutar (altele decât băncile), societăți de plată, societăți emitente de monedă electronică și furnizori de servicii poștale care activează în conformitate cu Legea nr. 114/2012 cu privire la serviciile de plată și moneda electronică[45].
10. constată încălcările[46];
11. poate aplica măsuri de supraveghere, sancțiuni, măsuri sancționatoare și măsuri de remediere[47][48][49];
12. guvernatorul Băncii Naționale a Moldovei exercită funcția de președinte al Comitetului Național de Stabilitate Financiară[50]. BNM asigură lucrările de logistică și de secretariat ale Comitetului Național de Stabilitate Financiară[51];
13. în vederea asigurării stabilității sistemului financiar, în situații de criză financiară sistemică sau de pericol al apariției acesteia, definite astfel de organul național instituit pentru gestionarea crizelor financiare sistemice (Comitetul Național de Stabilitate Financiară), BNM poate hotărî adoptarea unor măsuri de stabilizare financiară, prin care poate impune suspendarea sau/și limitarea oricărei obligații de plată sau de livrare care rezultă din orice contract la care o entitate supravegheată de BNM este parte, sau oricărei activități/operațiuni a acesteia, începând de la data publicării deciziei pe pagina web oficială a Băncii Naționale a Moldovei, pe un termen de până la 6 luni. Decizia privind aplicarea măsurilor de stabilizare financiară se ia de către BNM în consultare cu Guvernul. Măsurile de stabilizare financiară pot fi aplicate tuturor sau anumitor categorii de persoane, precum și tuturor sau anumitor tipuri de activități/operațiuni financiare, în valută străină și/sau în monedă națională[52];
14. adoptarea deciziei privind aplicarea măsurilor de salvgardare, în cazul în care circulația capitalului în/din Republica Moldova cauzează sau poate cauza dificultăți serioase în promovarea politicii monetare și/sau valutare. Decizia privind aplicarea măsurilor de salvgardare se ia de către BNM în consultare cu Guvernul, fiind informat imediat Parlamentul[53];
15. guvernatorul Băncii Naționale a Moldovei este membru al Consiliului Suprem de Securitate al Republicii Moldova[54].

## Organele de conducere
Organele de conducere ale Băncii Naționale a Moldovei sunt:
- Consiliul de supraveghere - responsabil de organizarea unui sistem eficient de supraveghere publică independentă a activității Băncii Naționale a Moldovei;
- Comitetul executiv - responsabil de conducerea executivă a Băncii Naționale a Moldovei și asigurarea realizării independente a atribuțiilor de bază ale acesteia.

Consiliul de supraveghere al Băncii Naționale a Moldovei este compus din 7 membri, după cum urmează:
- un președinte, care este și Guvernator al Băncii Naționale a Moldovei;
- un vicepreședinte, care este și prim-viceguvernator al Băncii Naționale a Moldovei;
- un membru, care este și viceguvernator al Băncii Naționale a Moldovei;
- patru membri, care nu sunt salariați ai Băncii Naționale a Moldovei.

Comitetul executiv al Băncii Naționale a Moldovei este compus din 5 membri, după cum urmează:
- un președinte, care este și Guvernator al Băncii Naționale a Moldovei;
- un vicepreședinte, care este și prim-viceguvernator al Băncii Naționale a Moldovei;
- trei membri, care sunt și viceguvernatori ai Băncii Naționale a Moldovei.

## Lista guvernatorilor BNM
| Nr. | Nume            | Portret                | Mandat                | Mandat             |
| --- | --------------- | ---------------------- | --------------------- | ------------------ |
| 1   | Leonid Talmaci  |                        | 4 iunie 1991          | 26 septembrie 2009 |
| 2   | Dorin Drăguțanu | Drăguțanu (2015-08-05) | 6 noiembrie 2009      | 11 aprilie 2016    |
| 3   | Sergiu Cioclea  |                        | 11 aprilie 2016       | 30 noiembrie 2018  |
| 4   | Octavian Armașu |                        | 30 noiembrie 2018     | 21 decembrie 2023  |
| 5   | Anca Dragu      |                        | din 22 decembrie 2023 |                    |